# Éragny-sur-Epte
Éragny-sur-Epte is een gemeente in het Franse departement Oise (regio Hauts-de-France) en telt 558 inwoners (2004). De plaats maakt deel uit van het arrondissement Beauvais.

## Geografie
De oppervlakte van Éragny-sur-Epte bedraagt 8,5 km², de bevolkingsdichtheid is 65,6 inwoners per km².
De onderstaande kaart toont de ligging van Éragny-sur-Epte met de belangrijkste infrastructuur en aangrenzende gemeenten.

## Demografie
Onderstaande figuur toont het verloop van het inwonertal (bron: INSEE-tellingen).